# Steinberg (Familienname)
Steinberg ist ein Familienname.

## Namensträger

### A
- Aaron Sacharowitsch Steinberg (1891–1975), russischer Philosoph und Publizist
- Albert Steinberg (1910–2003), kanadischer Geiger und Dirigent
- Alfred Steinberg-Frank (1888–1953), österreichischer Librettist
- August von Steinberg (1820–1881), österreichischer Bezirksvorsteher und Politiker.
- August von Steinberg-Skirbs (1816–1888), deutscher Marinearzt
- Augusta Weldler-Steinberg (1879–1932), Schweizer Geschichtswissenschaftlerin und zionistische Aktivistin

### B
- Ben Steinberg (1930–2023), kanadischer Komponist, Dirigent, Organist und Musikpädagoge
- Billy Steinberg (* 1950), US-amerikanischer Songwriter
- Boris Steinberg (Schachspieler) (* 1958), ukrainischer Schachspieler
- Boris Steinberg (Sänger) (* 1965), deutscher Chansonsänger und -texter

### C
- Christian Schmitz-Steinberg (1920–1981), deutscher Musiker, Arrangeur und Komponist
- Christian E. W. Steinberg (* 1949), deutscher Limnologe und Zoologe
- Christina Steinberg, US-amerikanische Filmproduzentin
- Claudia Steinberg (* 1983), deutsche Sportwissenschaftlerin, Tanzpädagogin und Hochschullehrerin
- Curt Steinberg (1880–1960), deutscher Architekt und Maler

### D
- David Steinberg (Regisseur) (* 1942), kanadischer Regisseur, Schauspieler, Komiker und Drehbuchautor
- David Steinberg (Produzent), US-amerikanischer Filmproduzent
- David Benjamin Steinberg, Filmkomponist
- David H. Steinberg, US-amerikanischer Drehbuchautor
- David J. Steinberg (David Joseph Steinberg; 1965–2010), US-amerikanischer Schauspieler
- Detlev Steinberg (1944–2020), deutscher Fotograf und Bildreporter

### E
- Eduard Arkadjewitsch Steinberg (1937–2012), russischer Maler
- Elan Steinberg (1952–2012), US-amerikanischer Funktionär des Jüdischen Weltkongresses (JWC), dessen geschäftsführender Direktor er von 1986 bis 2004 war
- Eric Steinberg (* 1969), US-amerikanischer Schauspieler
- Erica Steinberg, deutsche Filmproduzentin
- Erich Steinberg (1909–1982), deutscher Filmkaufmann
- Erna Steinberg (1911–2001), deutsche Sprinterin, siehe Erna Boeck
- Ernst von Steinberg (Statthalter) (auch Ernst Steinbergius; 1585–1626), deutscher Adliger und Statthalter
- Ernst von Steinberg (Minister) (1689/1692–1759), deutscher Erbherr und Politiker
- Ernst von Steinberg (Offizier) (1848–1911), deutscher Gutsbesitzer, Offizier und Politiker
- Ernst Sternberg (1873–1950), deutscher Farbenfabrikant
- Erwin R. Sternberg (1920–2012), US-amerikanischer Anglist
- Eva-Maria Steinberg (1914–nach 1940), Sängerin

### G
- Georg Steinberg (* 1974), deutscher Rechtswissenschaftler und Hochschullehrer
- Georg Friedrich von Steinberg (1727–1765), deutscher Politiker und Diplomat
- Gerald Steinberg (* 1950), israelischer Politologe und Hochschullehrer
- Gerry Steinberg (1945–2015), britischer Politiker
- Gottfried Steinberg († 1782), deutscher Kupferstecher und kurbayrischer Hoftruchsess
- Guido Steinberg (* 1968), deutscher Islamwissenschaftler und Beamter

### H
- Hans Steinberg (Schauspieler) (1912–nach 1961), deutscher Schauspieler
- Hans Weiß-Steinberg (1927–2003), deutscher Chorleiter und Komponist
- Hans H. Steinberg (* 1950), deutscher Schauspieler
- Hans-Josef Steinberg (1935–2003), deutscher Historiker
- Heinrich Steinberg (1913–1995), deutscher Dichter und Politiker (FDP), Bürgermeister von Hohenkirchen
- Heinrich August Steinberg (1668–1749), deutscher evangelisch-reformierter Prediger
- Heinz Steinberg (1913–2003), deutscher Bibliothekar

### I
- Irwin Steinberg (1920–2014), US-amerikanischer Musikproduzent
- Isaac Nachman Steinberg (1888–1957), russischer Jurist

### J
- Jakow Wladimirowitsch Steinberg (1880–1942), russischer Fotograf
- James Steinberg (* 1953), US-amerikanischer Politiker
- Jean-Louis Steinberg (1922–2016), französischer Astronom
- Jelisaweta Iwanowna Steinberg (1884–1963), russische bzw. sowjetische Botanikerin und Hochschullehrerin
- Jörg Steinberg (* 1963), deutscher Schauspieler, Theaterregisseur und Bühnenautor
- Johann Steinberg (1592–1653), deutscher Juraprofessor, siehe Johannes Steinberg
- Johann Melchior Steinberg (1625–1670), reformierter Theologe
- Jonathan Steinberg (1934–2021), US-amerikanischer Neuzeithistoriker
- Jonny Steinberg (* 1970), südafrikanischer Autor
- Josef Steinberg (1904–1981), deutscher Seelsorger und Lehrer
- Josua Steinberg (1839–1908), russischer Sprachforscher und Lexikograf
- Julius Steinberg (* 1972), deutscher Theologe

### K
- Karl Steinberg (Unternehmer) (* 1952), deutscher Unternehmer
- Karl Friedrich Steinberg (1897–1950), deutscher SS-Unterscharführer und Leiter von Krematorien im KZ Auschwitz-Birkenau
- Karl-Hermann Steinberg (1941–2021), deutscher Politiker (CDU)
- K.J. Steinberg (* 1973), US-amerikanische Drehbuchautorin und Produzentin
- Klaus Dieter Steinberg (* 1946), Dozent, Maler und Holzschneider

### L
- Laurence Steinberg (* 1952), US-amerikanischer Psychologe
- Leo Steinberg (1920–2011), US-amerikanischer Kunsthistoriker und Kunstkritiker
- Leonard Steinberg, Baron Steinberg (1936–2009), britischer Politiker (Conservative Party) und Unternehmer
- Lewie Steinberg (1933–2016), US-amerikanischer Bassist
- Lucien Steinberg (1926–2008), französischer Journalist und Historiker
- Ludwig Steinberg (1884–1939), deutscher Polizeipräsident in Frankfurt am Main

### M
- Max Steinberg (* 1988), US-amerikanischer Pokerspieler
- Maximilian Ossejewitsch Steinberg (1883–1946), russischer Komponist
- Melchior Steinberg (1559–1614), Görlitzer Richter und Bürgermeister
- Melvin Steinberg (* 1933), US-amerikanischer Politiker
- Michael Steinberg (Musikkritiker) (1928–2009), deutsch-amerikanischer Musikkritiker
- Michael Steinberg (Filmproduzent) (* 1959), US-amerikanischer Filmproduzent
- Michael P. Steinberg (* 1956), US-amerikanischer Historiker und Musikwissenschaftler
- Michail Steinberg (1952–1976), sowjetischer Schachspieler
- Morleigh Steinberg (* ~1965), US-amerikanische Tänzerin

### N
- Nitzan Steinberg (* 1998), israelischer Schachspieler
- Norman Steinberg (* 1939), US-amerikanischer Drehbuchautor und Produzent

### O
- Ottheinz Schulte-Steinberg (1920–2015), deutscher Anästhesist

### P
- Pablo Steinberg (* 1958), argentinisch-deutscher Toxikologe, Hochschullehrer und Präsident des Max Rubner-Instituts
- Paul Steinberg (Holocaustüberlebender) (1926–1999), französischer Unternehmer und Holocaustüberlebender
- Paul Steinberg (Rabbiner, 1926) (1926–2005), US-amerikanischer Rabbiner und Hochschullehrer
- Paul Steinberg (Politikwissenschaftler) (Paul Frederick Steinberg; * um 1966), US-amerikanischer Politikwissenschaftler
- Paul Steinberg (Rabbiner, 1973) (* 1973), US-amerikanischer Rabbiner und Publizist
- Peter Steinberg (Biologe) (* vor 1956), US-amerikanischer Biologe, Meereskundler und Hochschullehrer in Sydney
- Peter Steinberg (Rugbyspieler) (* 1971), US-amerikanischer Rugbyspieler und -trainer
- Pinchas Steinberg (* 1945), israelischer Dirigent

### R
- Ray Steinberg (* 1942), US-amerikanischer Sänger
- René Steinberg (* 1973), deutscher Kabarettist und Autor
- Ricardo Steinberg, US-amerikanischer Toningenieur und Produzent
- Robert Steinberg (1922–2014), US-amerikanischer Mathematiker
- Rolf Steinberg (* 1929), deutscher Journalist
- Roman Steinberg (1900–1928), estnischer Ringer
- Rudolf Steinberg (* 1943), deutscher Rechtswissenschaftler und Hochschullehrer

### S
- Salomon David Steinberg (1889–1965), Schweizer Schriftsteller
- Sarah Steinberg (* 1988), deutsche Trainerin im deutschen Galoppsport
- Saul Steinberg (1914–1999), rumänisch-US-amerikanischer Zeichner und Karikaturist
- Semmy Steinberg (1845–1933), deutscher Schriftsteller
- Sergei Samoilowitsch Steinberg (1872–1940), russischer Metallurg, Metallkundler und Hochschullehrer
- Sigfrid Henry Steinberg (1899–1969), deutsch-britischer Historiker und Kunsthistoriker
- Sigrid Rotering-Steinberg (1950–2021), deutsche Hochschullehrerin für Pädagogische Psychologie

### T
- Theodore L. Steinberg (* 1947), US-amerikanischer Schriftsteller

### U
- Udo Steinberg (1877–1919), deutscher Fußballspieler
- Urte Steinberg (* 1958), deutsche Politikerin
- Uwe Steinberg (1942–1983), deutscher Fotograf

### W
- Walter Steinberg (Journalist) (1874–nach 1944), deutscher Journalist, Chefredakteur und Geschäftsführer im Reichsverband der Deutschen Presse
- Walter Steinberg (Fotograf) (* 1962), deutscher Reisefotograf
- Werner Steinberg (1913–1992), deutscher Schriftsteller
- Werner Steinberg (Politiker) (1929–2012), deutscher Politiker (CDU)
- Wilhelm Steinberg (1892–1934), deutscher Librettist, siehe Will Steinberg
- Wilhelm Steinberg (Unternehmer) (1896–1984), deutscher Unternehmer
- Wilhelm Steinberg (1899–1978), deutsch-US-amerikanischer Dirigent, siehe William Steinberg
- Will Steinberg (1892–1934), deutscher Librettist
- William Steinberg (1899–1978), deutsch-US-amerikanischer Dirigent
- Wolfgang Steinberg (* 1952), deutscher Maler und Grafiker

### Z
- Zeev Steinberg (1918–2011), israelischer Musiker und Komponist

## Varianten
- Wilhelm Steinberg (Klavierbau), deutsche Klavierbaumanufaktur
- Steinbarg, auch Steinberg geschrieben
- Steenberg